# Villademor de la Vega
Villademor de la Vega est une commune d'Espagne dans la province de León, communauté autonome de Castille-et-León. Elle s'étend sur 16,63 km2 et comptait 349 habitants en 2015.